# Modèle général de simulation
MGS, abréviation de « (encore un) modèle général de simulation (de système dynamique) », est un langage dédié à la modélisation et la simulation de systèmes dynamiques à structures dynamiques, développé au laboratoire IBISC (Informatique, biologie intégrative et systèmes complexes) à l'Université d'Évry-Val d'Essonne. MGS est particulièrement dédié à la modélisation de systèmes biologiques dont la structure de l'espace des états évolue dynamiquement au cours du temps, comme c'est le cas par exemple en biologie du développement.
Le modèle de calcul de MGS est une généralisation des automates cellulaires, des L-System, des P systèmes et autres modèles de calculs inspirés par la chimie et la biologie. La structure de données de base est la collection topologique - un ensemble de positions structurées selon une certaine topologie et décorées par des valeurs - qui permet la représentation de l'état d'un système dynamique ; la structure de contrôle principale est la transformation, un paquet de règles de réécritures, qui s'applique sur une collection topologique par filtrage d'une sous-collection, modification et insertion en lieu et place de la sous-collection filtrée.  